# کانرو (تگزاس)
کانرو، تگزاس(به انگلیسی: Conroe, Texas) شهری در ایالت تگزاس از ایالات جنوبی ایالات متحده آمریکا است. در سرشماری سال ۲۰۰۰، جمعیت این شهر ۳۶۸۱۱ نفر اعلام شد.